# Смородина красивая
Сморо́дина краси́вая (лат. Ribes pulchellum) — кустарник, вид растений рода Смородина (Ribes) семейства Крыжовниковые (Grossulariaceae).

## Ареал
Растёт в Восточной Сибири, а также на северо-востоке Монголии и на севере Китая.

## Ботаническое описание
Двудомный кустарник высотой 1—2,5 м. Побеги коричневые, молодые имеют опушение, взрослые — голые. В узлах побегов у основания листьев парные колючки, междоузлия без колючек или с редкими тонкими шипиками.
Почки коричневые, яйцевидные, длиной 5—6 мм, на молодых побегах опушённые.
Листья тускло-зелёные, длиной около 3 см, в очертании яйцевидные, с тремя острыми лопастями, на опушённых черешках длиной 1—2 см. Листовая пластинка голая или железисто-щетинистая, край листа зубчатый или двоякозубчатый.
Цветёт в мае — июне. Мужские цветочные кисти рыхлые, длиной до 7 см с 8—20 цветками, женские более короткие (до 3 см) и плотные, с 8—10 и более цветками. Окраска цветков от зеленовато-жёлтой до розовато-коричневой.
Плоды — красные гладкие шаровидные ягоды диаметром 5—8 мм. Созревают в августе — сентябре.
Растёт смородина красивая на открытых склонах, в ущельях на высоте от 300 до 3800 м.